# Alexander Francke
Alexander Francke (* 19. März 1853 in Glückstadt; † 1. November 1925 in Bern) war ein deutsch-schweizerischer Verleger und Buchhändler.

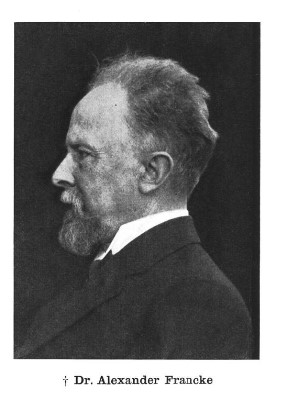

## Leben
Alexander Francke wurde am 19. März 1853 im schleswig-holsteinischen Glückstadt geboren. Die Familie stammte aus Calbe an der Saale. Sein Vater August Wilhelm Francke war Jurist und Ober-Appellationsgerichtsrat in Kiel und verheiratet mit Catharina Maria, geborene Jensen (1815–1874). Sein jüngerer Bruder war der spätere deutsch-amerikanische Literatur- und Kulturhistoriker Kuno Francke (1855–1930). Der frühe Tod des Vaters 1864 machte ein Studium unmöglich. Ostern 1869 begann er eine dreijährige Lehre in der Kieler Universitätsbuchhandlung Paul Toeche (heute unter anderer Firmierung), die zu der Zeit  durch die Herausgabe einiger Werke Droysens und Hegels bekannt war.
Im Juli 1872 wurde er Gehilfe in der seit 1842 bis heute bestehenden M. Lengfeld’sche Buchhandlung bei Eduard Heinrich Mayer in Köln, ging aber bereits im Juli 1874 nach Bern und trat dort in die von dem Buchhändler und Verleger Karl Schmid (1827–1909) übernommene Dalp’sche Buchhandlung ein. Von Dezember 1872 bis Oktober 1877 war Francke in Wien in der Sortimentsbuchhandlung Faesy & Frick tätig. In Bern zurück heiratete er 1878 Schmid’s Tochter Bertha und wurde eingebürgerter Schweizer.

## Verlegerisches Werk
In Bern war Francke zunächst seit 1885 Teilhaber des ursprünglich von Johann Felix Jakob Dalp 1831 gegründeten Verlagsunternehmens Dalp’sche Buchhandlung, das durch Dalps Nachfolger Karl Schmid nach Schweizer Firmenrecht als Schmid, Francke & Cie., vorm. J. Dalp’sche Buchhandlung firmierte. Seit 1902 trägt der Verlag seinen Namen an erster Stelle, erst als A. Francke, vormals Schmid & Francke, 1920 überführte er ihn in die A. Francke AG und firmiert heute als A. Francke Verlag. Abgelöst in der Geschäftsleitung wurde er nach seinem Tod 1925 durch den Verleger Carl Emil Lang (1876–1963).
Das von Dalp begonnene Verlagsangebot umfasste vorwiegend Schulmaterialien und Prachtwerke, Karl Schmid erweiterte dies durch schöngeistige Literatur und Kartenwerke z. B. des Schweizer Kartographen Rudolf Leuzinger (1826–1896), während Francke nach 1902, zum Teil durch mutige verlegerische Entscheidungen, den Verlag bis zur Weimarer Republik – neben Orell Füssli in Zürich und H. R. Sauerländer in Aarau – zu einem der führenden Schweizer Verlage, besonders im geisteswissenschaftlichen Bereich, ausbaute. Neben anderen Unternehmungen gründete Francke zusammen mit der lithographischen Anstalt Kümmerly & Frey 1902 den Geographischen Kartenverlag Bern (heute daraus hervorgegangen: Kober Kümmerly Frey Media AG), der durch meisterhaft ausgeführte Karten schnell hohes Ansehen gewann.
Francke gehörte rund 30 Jahre lang dem Vorstand des Schweizerischen Buchhändler-Vereins an und war mehrfach dessen Präsident. Hier war es sein Ziel, gegen das Ende des 19. Jahrhunderts erwachsene Problem des Nachdruck und ungerechtfertigter Kundenrabatte anzukämpfen, auch gegen die derzeit als solche empfundene Schundliteratur. Er setzte 1888 eine Satzungsänderung durch, die den Anschluss als Organ des Deutschen Börsenvereins ermöglichen sollte.
Anfang des 20. Jahrhunderts wurde er in den Vorstand des Deutschen Börsenvereins zugewählt und war von 1901 bis 1905 dessen zweiter Schriftleiter. Er war durch seine Eingaben maßgeblich an den Buchhandelsreformen, bekannt als Springer-Paragraphen, beteiligt. Das zentrale Anliegen war die Buchpreisbindung. Da dies in der Schweiz nicht durch ein staatliches Gesetz vorgeschrieben werden konnte, war dies zunächst eine privatrechtliche Vereinbarung mit einem sogenannten Sammelrevers für die dem Schweizerischen Buchhändler-Verein angeschlossenen Mitglieder, auf die Francke Einfluss hatte.  Von 1913 bis 1919 vertrat er die Schweiz im Verwaltungsrat der Deutschen Bücherei in Leipzig.
Für die Förderung der berndeutschen Mundart und Volkskunde sowie der Herausgabe wissenschaftlicher Werke wie des umfangreichen „Bärndütsch“ des Emanuel Friedli erhielt er 1912 von der Universität Bern einen Ehrendoktor.

## Schriften
- Fünf Wochen im Osten der Vereinigten Staaten und Kanadas. Reiseerinnerungen. Francke, Bern 1913. (Internet Archive)